# Вернер Швафф
Вернер Швафф (нім. Werner Schwaff; 3 березня 1915, Пекін — 31 травня 1943, Ортегаль) — німецький офіцер-підводник, капітан-лейтенант крігсмаріне.

## Біографія
3 квітня 1936 року вступив на флот. З 16 травня по 19 листопада 1942 року — командир підводного човна U-2, з 22 листопада 1942 по 17 травня 1943 року — U-333, на якому здійснив 2 походи (разом 91 день в морі). 19 березня 1943 року потопив грецький торговий пароплав Carras водотоннажністю 5234 тонни, навантажений пшеницею; ніхто з 34 членів екіпажу не загинув. З 20 травня 1943 року — командир U-440. 26 травня вийшов у свій останній похід. 31 травня U-440 був потоплений у Північній Атлантиці північно-західніше мису Ортегаль (45°38′ пн. ш. 13°04′ зх. д.) глибинними бомбами британського летючого човна «Сандерленд». Всі 46 членів екіпажу загинули.

## Звання
- Кандидат в офіцери (3 квітня 1936)
- Морський кадет (10 вересня 1936)
- Фенріх-цур-зее (1 травня 1937)
- Оберфенріх-цур-зее (1 липня 1938)
- Лейтенант-цур-зее (1 жовтня 1938)
- Оберлейтенант-цур-зее (1 жовтня 1940)
- Капітан-лейтенант (1 червня 1943, посмертно)